# Île des Ravageurs (Seine)
Pour l'île de la Marne, voir île des Ravageurs.
L'île des Ravageurs ou île de la Recette est une ancienne petite île fluviale de la Seine située sur la commune d'Asnières-sur-Seine (entre Asnières-sur-Seine et Clichy) dans les Hauts-de-Seine. L'île, ainsi que sa voisine, l'île Robinson, ont disparu dans les années 1970.
Elle ne doit pas être confondue avec l'île des Ravageurs, située sur la Marne à Créteil (Val-de-Marne).

## Toponymie
Sur le cadastre de 1854, elle porte le seul nom d'île de la Recette. Sur celui de 1931, on trouve les deux noms : île de la Recette ou des Ravageurs (dans cet ordre).

## Situation
De forme oblongue, orientée sud-ouest/nord-est (dans le sens du courant), elle mesurait 500 m de long sur 30 m de large environ. Elle était parallèle à l'ancienne île Robinson. Les deux îles étaient enjambées par l'ancien pont de Clichy (reliant le boulevard Voltaire à Asnières-sur-Seine et le boulevard Jean-Jaurès à Clichy).
Elle était séparée d'Asnières-sur-Seine (terre ferme) par un bras de Seine dit « bras d'Asnières » dont la largeur navigable était comprise entre 50 et 75 mètres (longueur du pont de Clichy enjambant ce bras : 80 mètres environ ; longueur du pont sur l'île elle-même : 30 mètres environ).
Elle était séparée de sa voisine l'île Robinson par un bras de Seine dit « bras central » dont la largeur navigable était comprise entre 50 et 60 mètres (longueur du pont de Clichy enjambant ce bras : 78 mètres environ).
Actuellement, la voie navigable unique a une largeur de 170 mètres environ.

## Histoire
Au XIXe siècle, l'île était occupée par des chiffonniers.
Une partie de l'action des Mystères de Paris d'Eugène Sue se passe sur cette île (publication en feuilleton en 1842 et 1843). Selon l'écrivain, il y avait plusieurs maisons sur l'île. Eugène Sue explique que le ravageur draguait le fond de la rivière comme un chercheur d'or pour en extraire des débris métalliques. L'écrivain ajoute : « Nous ne savons en vertu de quelle tradition ou de quel usage ces industriels, généralement honnêtes, paisibles et laborieux, sont si formidablement baptisés ».
C'est sur cette île qu'a été créé l'un des premiers cimetières animaliers au monde en 1899 : le cimetière des chiens d'Asnières, qui jouxte à présent le parc Robinson (ou parc de l’île Robinson), qui relie les deux anciennes îles à la terre ferme.
Elle a été rattachée aux quais (ainsi que l'île Robinson sa voisine) lors des remblaiements nécessités par le prolongement de la ligne 13 du métro parisien et à la construction du nouveau pont de Clichy (1975).